# St. Gertrud (Bouderath)

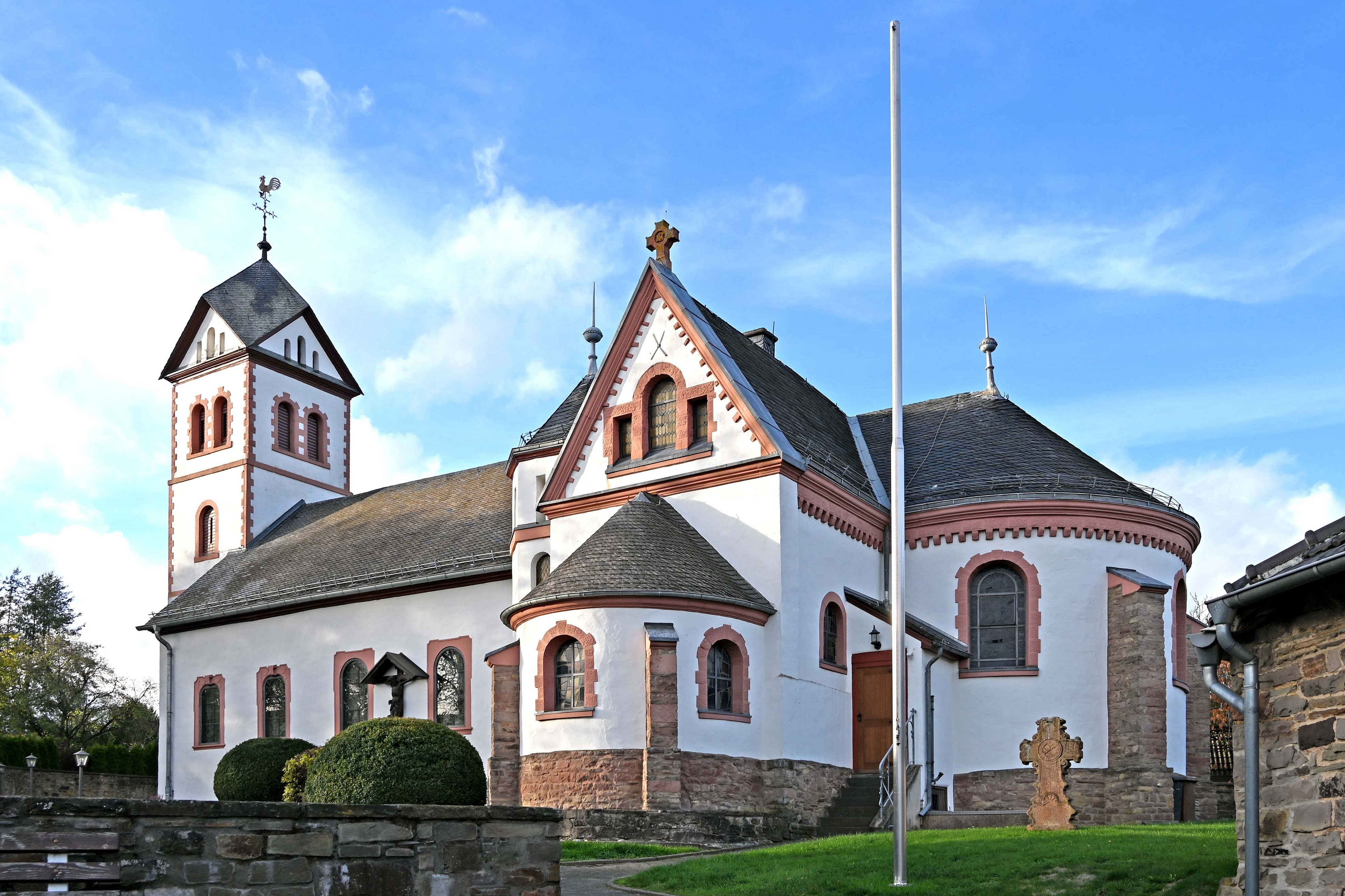
St. Gertrud (Bouderath), Südseite

Die römisch-katholische Pfarrkirche St. Gertrud in Nettersheim-Bouderath gehört zum Bistum Aachen.
Das Gotteshaus ist nach der heiligen Gertrud von Nivelles benannt.
Zur seit 1804 bestehenden Pfarre gehören neben Bouderath auch die Kapellenorte Holzmülheim und Roderath. Sie bildet heute mit mehreren anderen Pfarreien die Gemeinschaft der Gemeinden Hl. Hermann-Josef Steinfeld. Die Kirche ist ein geschütztes Baudenkmal.

## Baugeschichte

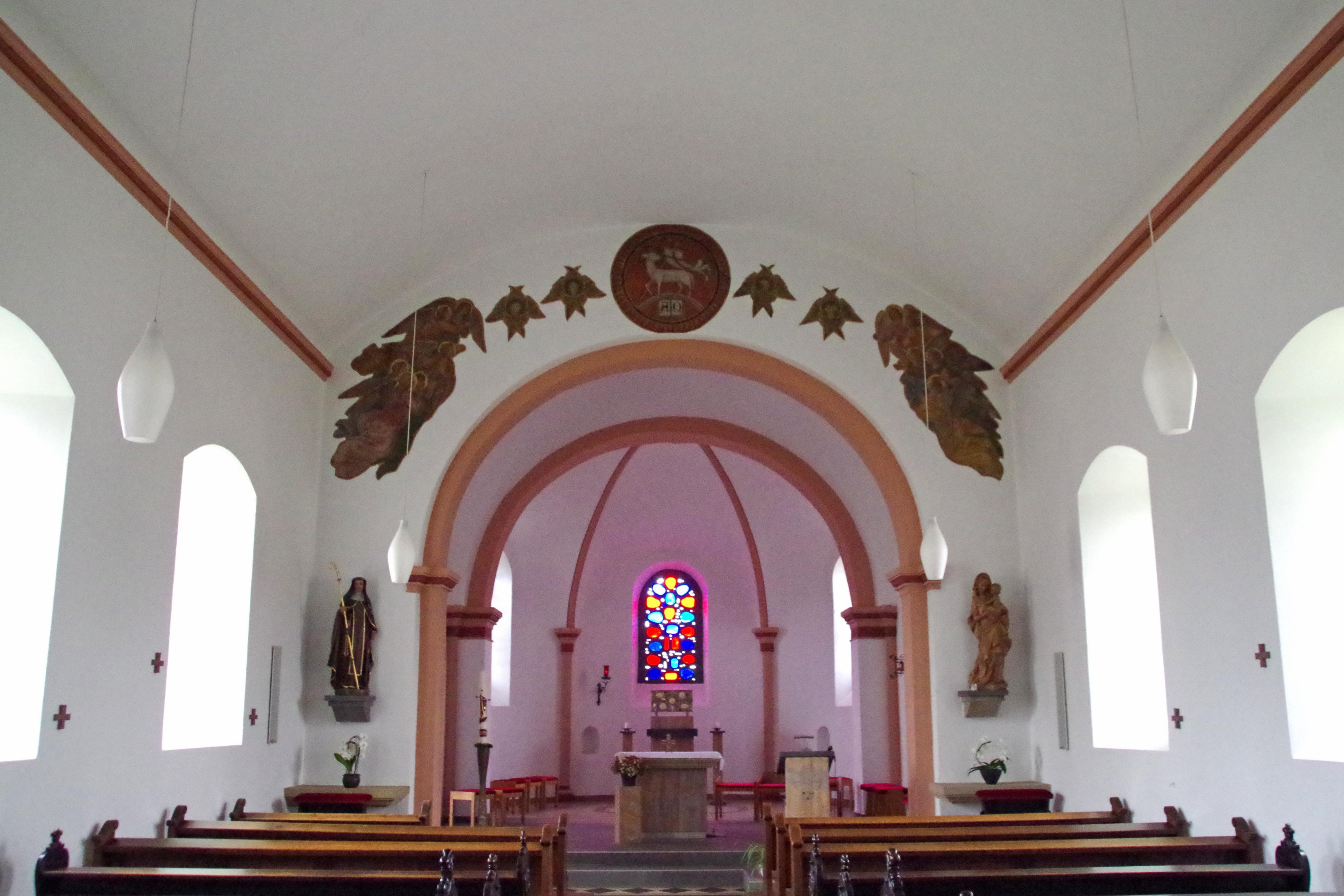
Kirchenschiff mit Chor

Der älteste romanische Teil der Kirche besteht aus den ersten zwei Achsen des Kirchenschiffs und den beiden unteren Geschosse des Westturms.
Sie stammen von einem Kapellenbau aus dem 12. Jahrhundert.
1740 erfolgte eine Renovierung der Kirche.
1804 wurde sie Pfarrkirche.
1838 wurde das Kirchenschiff um drei Achsen auf fünf erweitert und dem Turm ein drittes Geschoss hinzugefügt.
1892 wurde durch den Regierungsbaumeister Johann Thoma ein neuer Chor mit rundem Chorabschluss errichtet.
Südlich des Chores wurde eine Sakristei hinzugefügt.
1905 wurde der Turm auf vier Geschosse aufgestockt.
Die Kirche ist nicht streng nach Osten ausgerichtet. Sie hat 180 Sitz- und 50 Stehplätze.

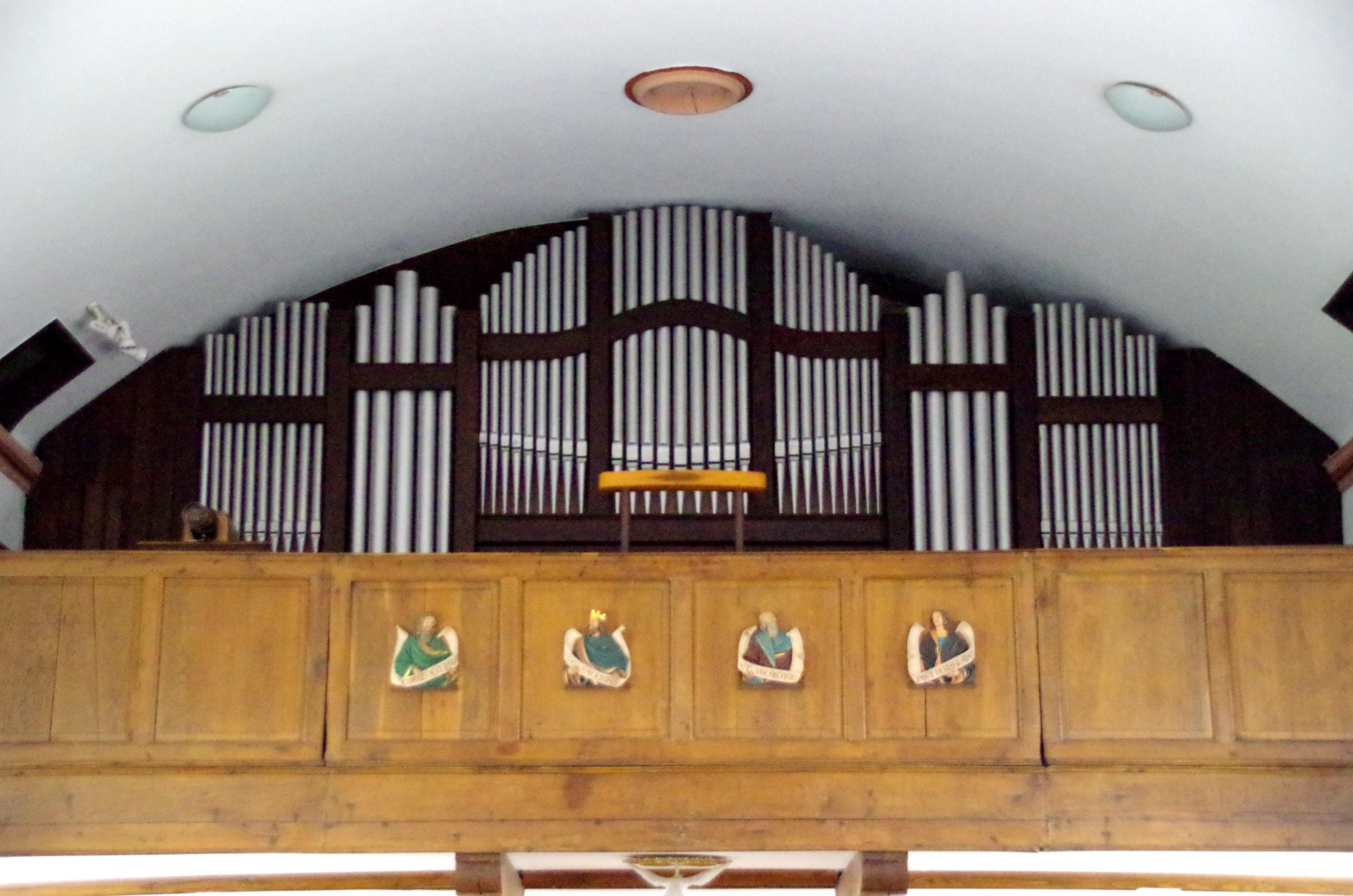
Kratochwil-Orgel

## Orgel
Die Orgel aus dem Jahr 1927 ist eine der wenigen erhaltenen Orgeln aus der Werkstatt von Otto Kratochwil in Bonn. Sie verfügt über 16 Register auf zwei Manualen und Pedal. Im Jahr 2001 wurde sie von Weimbs Orgelbau restauriert. Eine weitere nahezu original erhaltene Orgel Kratochwils, Baujahr 1924, steht in der Kirche St. Maria Magdalena in  Hüttigweiler (Saarland).

## Glocken
Das Glockengeläut im Kirchturm von St. Gertrud besteht aus drei Glocken:
| Glocke | Name    | Gießer                                                     | Gussjahr | Material  | Durchmesser | Gewicht (ca.) | Schlagton (HT-1⁄16) |
| ------ | ------- | ---------------------------------------------------------- | -------- | --------- | ----------- | ------------- | ------------------- |
| 1      | Gertrud | Wolfgang Hausen-Mabilon, Glockengießerei Mabilon, Saarburg | 1972     | Bronze    | 1008 mm     | 580 kg        | as′-5               |
| 2      |         | Stocky, Saarburg (?)                                       | 1794     | Bronze    | 770 mm      | 250 kg        | b′-7 p              |
| 3      |         | Bochumer Verein für Gußstahlfabrikation                    | 1952     | Gussstahl | 777 mm      | 180 kg        | des″-4              |

## Pfarrer
Folgende Priester wirkten bislang als Pfarrer an St. Gertrud:
- 1926–1950: Paul Fremy
- 1950–1976: Jakob Kohr
- 1976–1984: Albert Damblon
- 1984–1992: Gerd-Heinrich Mitzscherling
- 1992–1996: P. Gerard Rottink CSSR
- 1996–2007: Werner Klinkhammer
- Seit 2007: P. Wieslaw Kaczor SDS